# Zołotaja (dopływ Suchej)
Zołotaja (ros. Золотая) – rzeka w północno-zachodniej Rosji, w obwodzie murmańskim, na Półwyspie Kolskim. Ma 29 km długości a jej dorzecze zajmuje powierzchnię 221 km².
Zołotaja jest największym dopływem Suchej, która jest dopływem Jokangi.